# مسجد عمر بن الخطاب (البرازيل)

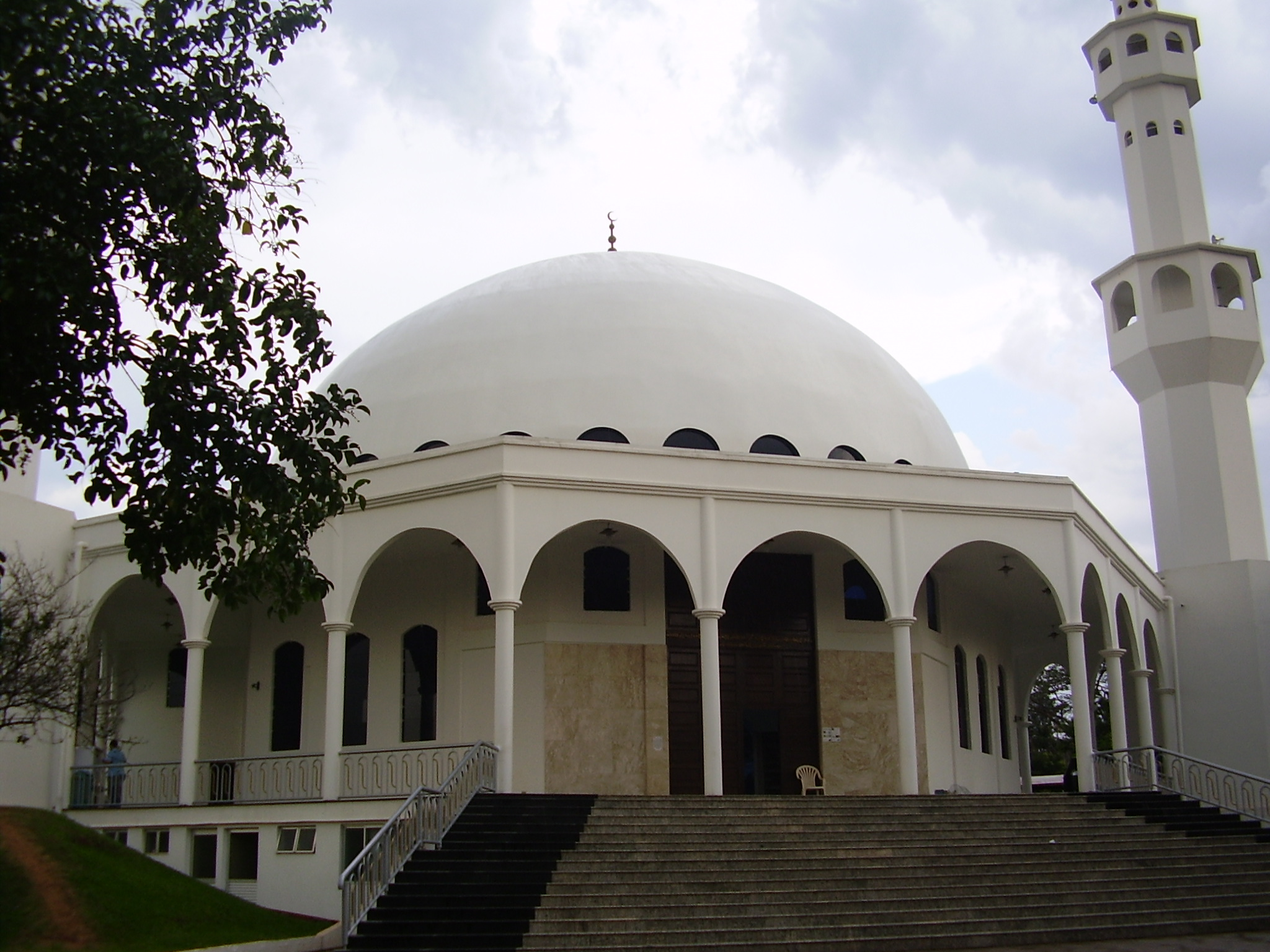
منظر خارجي

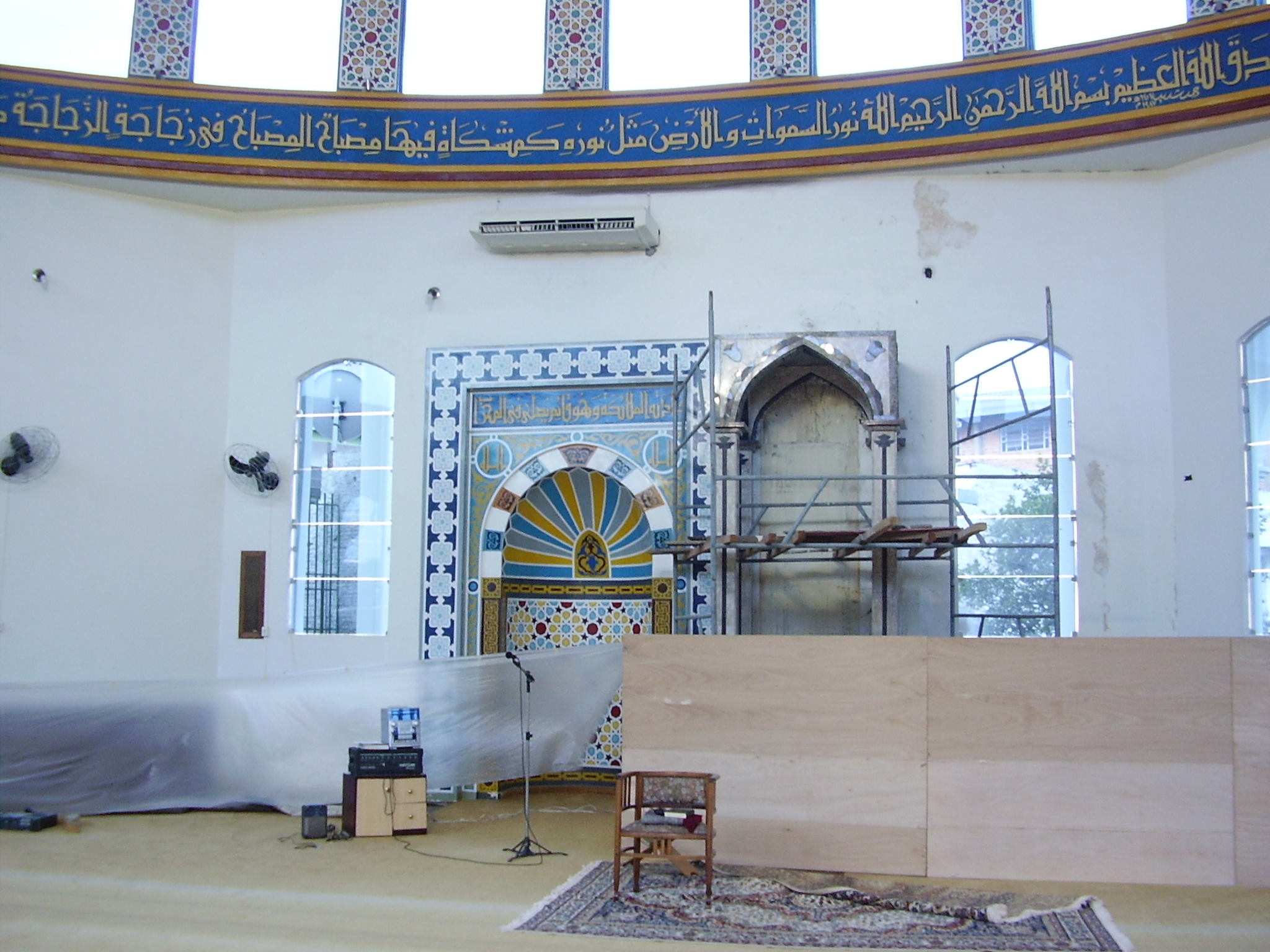
منظر داخلي

مسجد عمر بن الخطاب هو مسجد يقع في فوز دو إيغواسو، بارانا في البرازيل.
المسجد تم تدشينه في 23 مارس 1983، ويتميز بلون أبيض موحد. هندسته المعمارية مستوحاة من المسجد الأقصى في القدس.

## معرض صور

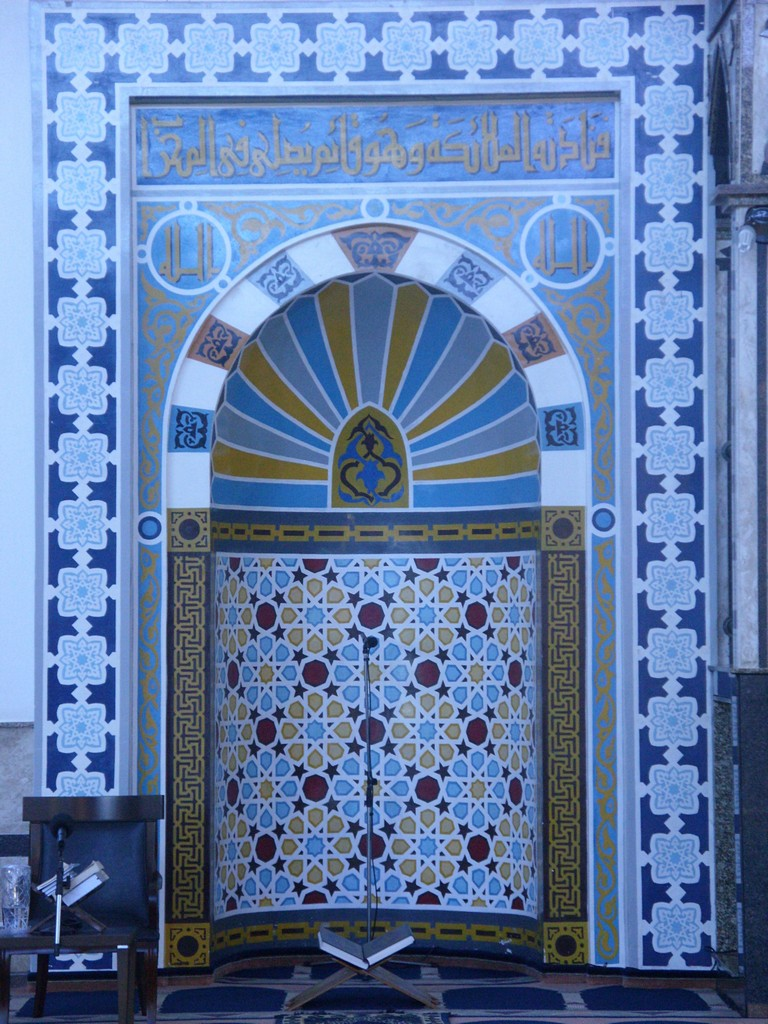
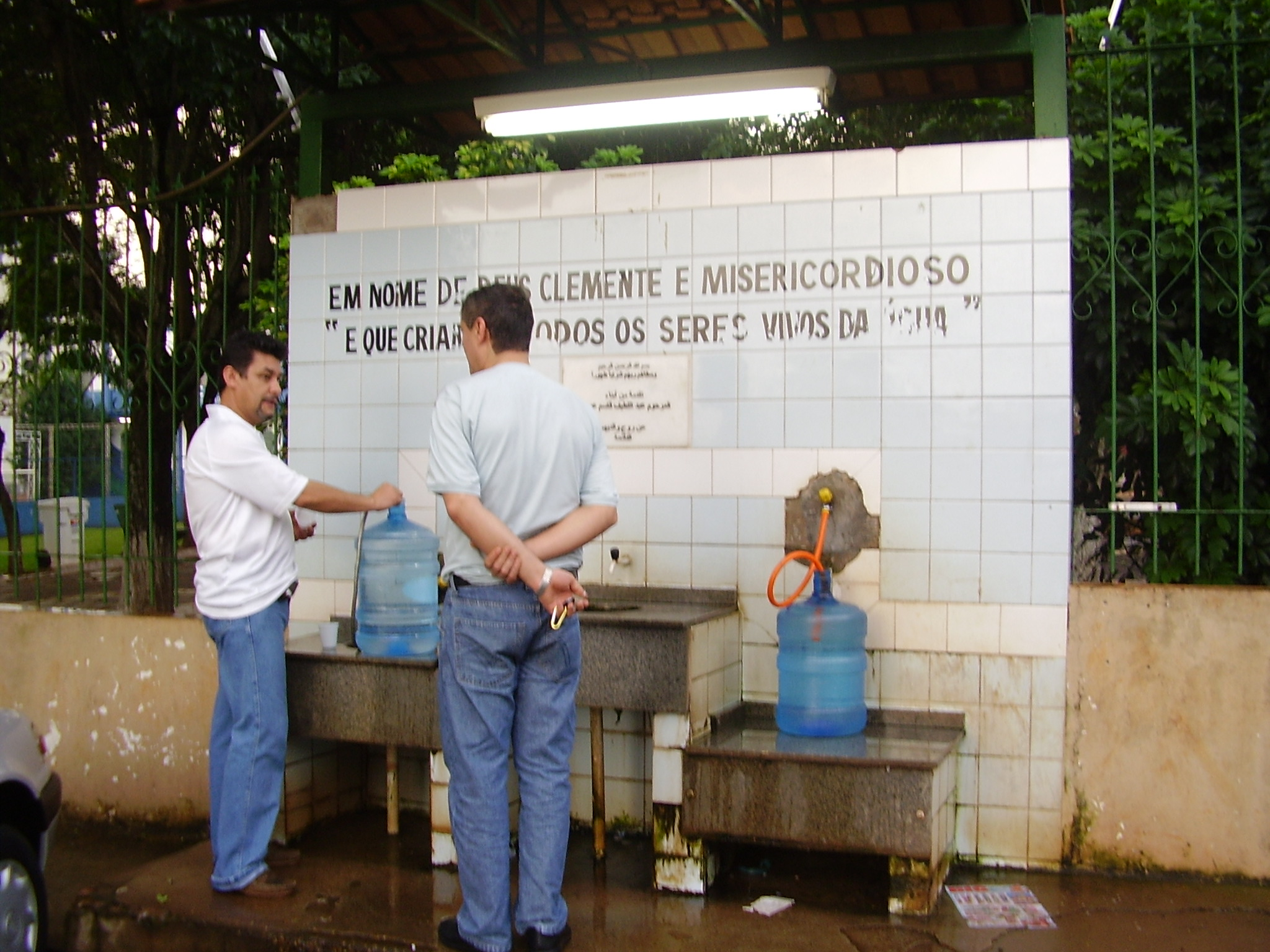
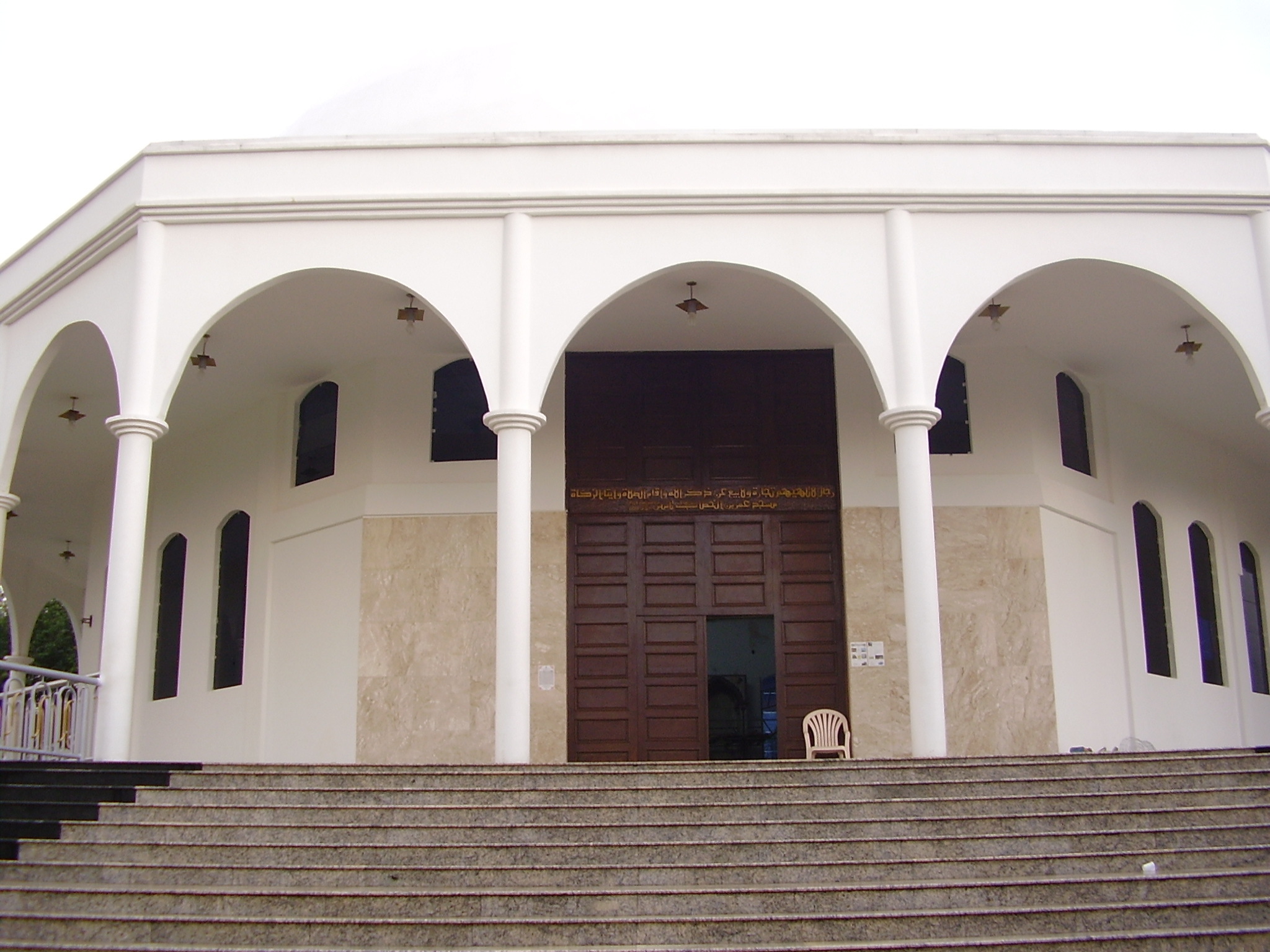
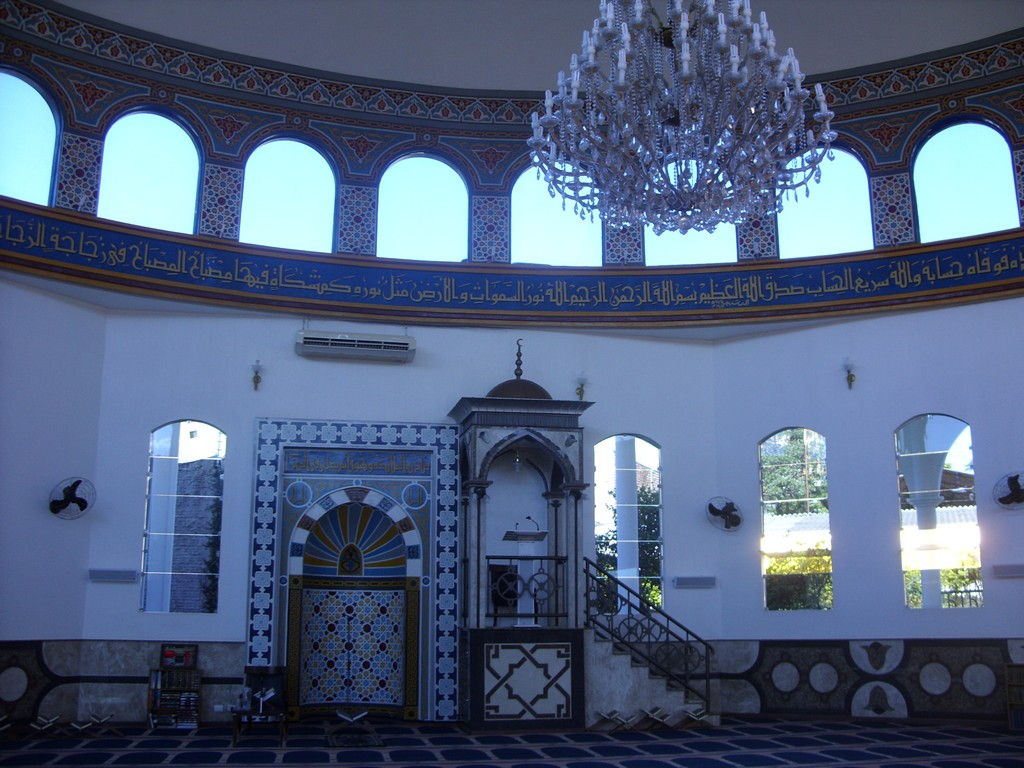
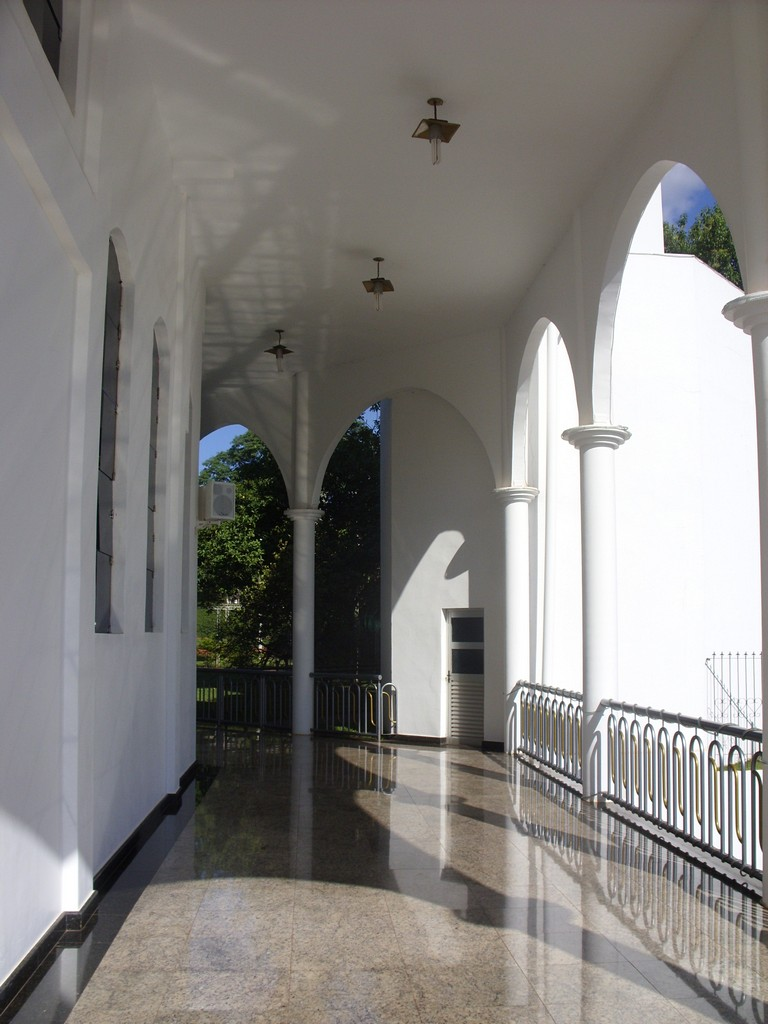
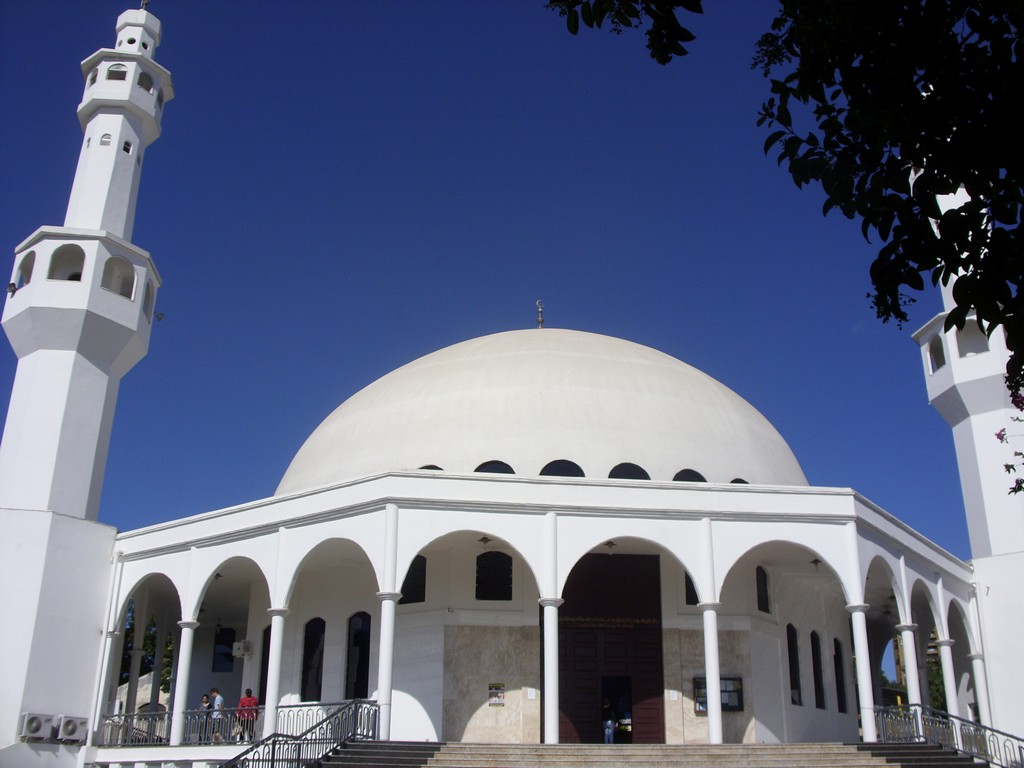

## وصلات خارجية
- الموقع الرسمي